# Élections générales terre-neuviennes de 1949
L'élection générale terre-neuvienne de 1949 se déroule le 27 mai 1949 afin d'élire les députés de la Chambre d'assemblée de la province de Terre-Neuve (Canada).

## Résultats
| #                                          | %                         |                   |    |    |         |         |
|                                            | Parti libéral             | Joey Smallwood    | 28 | 22 | 109 802 | 65,53 % |
|                                            | Progressiste-conservateur |                   | 28 | 5  | 55 111  | 32,89 % |
|                                            | Autre/Indépendant         | Autre/Indépendant | 2  | 1  | 2 642   | 1,58 %  |
| Total                                      | Total                     | Total             | 58 | 28 | 167 555 | 100 %   |
| Source : Elections Newfoundland & Labrador |                           |                   |    |    |         |         |